# Igreja Apostólica
O termo Apostólica é empregado por várias denominações, desde seguidores de Edward Irving, pentecostais galeses, pentecostais unicistas, pentecostais neocarismáticos, igrejas litúrgicas como a Igreja Apostólica Armênia. Também é utilizado para definir as correntes neopentecostais que aceitam a existência de apóstolos, bispos, pastores e missionários, e que seguem o modelo de evangelismo celular.
Também o termo refere-se às igrejas que creem na doutrina e a autoridade eclesiástica do apostalado e creem que ele não se extinguiu, assim como a prática dos dons do Espírito (línguas, profecia, bem como a crença em curas e milagres. Algumas igrejas evangélicas passaram a usar a terminação "Apostólica", por reivindicarem a volta às origens da Igreja dos dias de Cristo.
Muitas denominações cristãs possuem a ideia de que o ministério apostólico cessou com os doze primeiros apóstolos[carece de fontes?]. Os defensores da continuidade[carece de fontes?] desse ofício religioso mencionam que vieram depois Matias, mais tarde Paulo e Barnabé, além dos companheiros e discípulos destes,como Timóteo, Silvano, Silas, Epafrodito, além de Tiago, irmão de Jesus, que Paulo distinguiu dos doze apóstolos de Cristo.

## História
Apostolic Church foi usado inicialmente para designar várias denominações cristãs históricas que se  pentecostalizaram no Reino Unido (desde 1832), na Alemanha e Países Baixos, depois expandiu-se pelos cinco continentes, chegando. Por divergências doutrinárias  ou excentricidades de líderes, gerou-se vários cismas e novos movimentos.
John Alexander Dowie (1847-1907), evangelista, exercia o dom de cura, fundou nos EUA a Christian Catholic Church (Igreja Cristã Católica), em fevereiro de 1896. Afirmava ser Elias e fundou uma comunidade (Zion City , em Chicago, ou Movimento de Zion), segundo sua crença do que seria uma "sociedade santa". O movimento declinou por motivos de doença de seu líder e problemas financeiros. Seus seguidores fundaram a Christian Catholic Church (Igreja Católica Cristã) chama-se Christian Community Church (Igreja Comunidade Cristã). 
Outro exemplo é a denominação pentecostal do Reino Unido Apostolic Church (Igreja Apostólica), fundada em 1916 pelos irmãos Daniel Powell Williams e William Jones Williams, membros convertidos na Apostolic Faith Church (Igreja da Fé Apostólica) de William Oliver Hutchinson, em Bournemouth (País de Gales)do Avivamento de Gales. Daniel foi ordenado apóstolo, em 1913 na Convenção em Londres por apóstolos na igreja da qual era membro. A Apostolic Church está presente em mais de 80 nações, e chegou ao Brasil em 1969.[carece de fontes?]
Os novos apóstolos a partir da Nova Reforma Apostólica  tendo C. Peter Wagner (teólogo norte-americano de origem  Anglicana) como um dos principais defensores - surgiram de um seguimento do neopentecostalismo norte-americano.
Fundador da Christ Apostolic Church - CAC (Igreja Apostólica de Cristo), conhecida popularmente como Aladura, o Apóstolo Joseph Ayodele Babalola (1904-1959), nigeriano, de família anglicana, começou a pregara após uma visão, sendo expulso de lá, juntou-se à Faith Tabernacle em Lagos em 1930. É o precursor do avivamento promovido na Nigéria em Oke-Oye, durante dois meses. [carece de fontes?] Disputas doutrinárias e rivalidades na liderança sobre assuntos como o batismo infantil, poligamia (dos cultos tradicionais e no Islamismo), cura espiritual versus medicina convencional, levou à divisão do Faith Tabernacle em 1939 na igreja fundada por Babalola, a CAC. Reconhecido como profeta com dom de cura, o Apóstolo Babalola e a CAC foram alguns dos pioneiros da Igreja Independente Africana. Foi detido diversas vezes por sua postura contrária a práticas religiosas tradicionais.

### Irvingnismo
A primeira Igreja "Apostólica"  protestante foi fundada, em 1832, pelo pastor presbiteriano escocês Edward Irving (1792-1834) como Catholic Apostolic Church (conhecido como precursor do pentecostalismo na Grã-Bretanha). Irvinguitas, seus seguidores, eram assim conhecidos.
Pelos ensinos de Edward, crentes começaram a orar pelos dons do Espírito. Muitos de sua igreja e de outras começaram a falar em outras línguas e a profetizar em toda a Grã-Bretanha. 
O exercício desses dons já era parte do culto na igreja pastoreada por Irving desde outubro de 1831. Ele foi expulso de sua igreja em 26 de abril de 1832 e com 800 membros de sua antiga igreja fundou a Catholic Apostolic Church - CAC (Igreja Apostólica Católica). Tendo voltado a Londres, pelo fato de não ter recebido nenhum dom, Irving foi reconhecido apenas como “anjo” (bispo), sendo assim relegado a um papel eclesiástico menor, enquanto Henry Drummond, J. B. Cardale e Taplin foram declarados “apóstolos”. Estes mesmos o enviaram para Glasgow (onde morreu), numa decisão de retirá-lo da liderança.A primeira Igreja "Apostólica"  protestante foi fundada, em 1832, pelo pastor presbiteriano escocês Edward Irving (1792-1834) como Catholic Apostolic Church (conhecido como precursor do pentecostalismo na Grã-Bretanha). Irvinguitas, seus seguidores, eram assim conhecidos.
Pelos ensinos de Edward, crentes começaram a orar pelos dons do Espírito. Muitos de sua igreja dele e de outras começaram a falar em outras línguas e a profetizar em toda a Grã-Bretanha.
O exercício desses dons já era parte da adoração na igreja pastoreada por Irving desde outubro de 1831. Ele foi expulso de sua igreja em 26 de abril de 1832 e com 800 membros de sua antiga igreja fundou a Catholic Apostolic Church — CAC (Igreja Apostólica Católica). Tendo voltado a Londres, pelo fato de não ter recebido nenhum dom, Irving foi reconhecido apenas como “anjo” (bispo), sendo assim relegado a um papel eclesiástico menor, enquanto Henry Drummond, J. B. Cardale e Taplin foram declarados “apóstolos”. Estes mesmos o enviaram para Glasgow (onde morreu), numa decisão de retirá-lo da liderança.
Já eram 12 apóstolos em 1835. Fez-se uma reforma da liturgia com  a assimilação de elementos litúrgicos e arquitetônicos das Igrejas Católica Romana e Ortodoxa. O papel da profecia foi diminuído a partir de 1868 e cessando, por fim, nas igrejas britânicas. Na Países Baixos e Alemanha, o “ímpeto” do movimento perdurou. Liderados por Thomas Carlyle (um dos apóstolos) e outros dissidentes, apóstolos continentais foram escolhidos e o movimento se nacionalizou.
Defendiam o ministério quádruplo (Apóstolo, Profeta, Evangelista, Pastor ou professor) em vez da visão atual quíntupla, em que pastor e mestre se distinguem. A Igreja se dividia em "Doze Tribos", sob responsabilidade de cada um dos apóstolos (e seus co-ministros), definidos de acordo com o "caráter espiritual dominante" do país e secundariamente pela geografia. O último apóstolo  foi Francis Valentine Woodhouse (morreu em 1901) e o movimento declinou.
A Igreja Nova Apostólica - INA (New Apostolic Church, fundada em 1863 e separada da Igreja Católica Apostólica (não Romana) no Cisma de Hamburgo, pois acreditavam que o ministério de apóstolo continuava e não se restringira aos Doze originais da CAC. Mais tarde descartaram a hipótese do apostolado se restringir a apenas doze homens). Em 1897, Friedrich Krebs foi ordenado seu primeiro Apóstolo Maior. Sua presença vem desde 1879 na Alemanha e na Países Baixos desde 1897. O nome atual (INA) só foi aprovado em 1920 e conta com um Apóstolo Maior (atualmente Wilhelm Leber), Apóstolos de Distrito e Apóstolos. A INA  foi chegou ao Brasil em 1928, e em 2002 as regiões Norte e Sul da igreja foram reunidas com a denominação de  Nova Igreja Apostólica do Brasil, contando com um Apóstolo de Distrito (Guillermo Vilor).
Outras ramificações são a Old Apostolic Church (Igreja Apostólica Antiga) e a United Apostolic Church (Igreja Apostólica Unida), fundada em Düsseldorf, Alemanha, em 1956, devido a discordâncias quanto ao cargo de Apóstolo Maior (Chefe dos Apóstolos) e a uma profecia não cumprida. Nove igrejas são missões desta última: na Austrália, África do Sul, Alemanha, Países Baixos,  França, Índia, Filipinas e Brasil. São membros da UAC. Atualmente liderada por 10 apóstolos. Algumas outras denominações são a Apostolic Church of South África e a Apostolic Church of Queensland (Austrália).